# Georges de Lancastre
L'infant Georges de Lancastre (Jorge de Lencastre en portugais), né le 12 août 1481 à Abrantes, mort le 22 juillet 1550 à Setúbal, est le fils naturel du roi Jean II de Portugal. Il devient en 1509 2e duc de Coimbra et maître des Ordres militaires portugais d’Aviz et de Santiago.
Son nom de famille, Lancastre, tire son origine de son arrière-grand-mère, Philippa de Lancastre, épouse de Jean Ier, roi de Portugal et fille de Jean de Gand, duc de Lancastre.
Après la mort du prince héritier Alphonse de Portugal en 1491, le roi Jean II tente de nommer ce fils naturel héritier du royaume, mais le pape Alexandre VI refuse de le légitimer et la ligne légitime est maintenue avec le 4e duc de Beja, cousin du roi, qui devient roi sous le nom de Manuel Ier en 1495.
L'infant Georges de Lancastre épouse Béatrice de Vilhena (1483-1535), ou Béatrice de Bragance-Melo, fille d'Álvaro de Bragance et nièce de Ferdinand II, 3e duc de Bragance.
Le couple a 8 enfants, dont l'aîné, Jean de Lancastre (1501-1571), 1er duc d'Aveiro, fondera la tige des Lancastre, ducs d'Aveiro.